# Ullívarri Cuartango
Ullívarri Cuartango (oficialmente Uribarri Kuartango) es un concejo del municipio de Cuartango, en la provincia de Álava, España.

## Historia
Hacia mediados del siglo XIX, el lugar, ya por entonces perteneciente a Cuartango, tenía contabilizada una población de 27 habitantes. Aparece descrito en el decimoquinto volumen del Diccionario geográfico-estadístico-histórico de España y sus posesiones de Ultramar de Pascual Madoz con las siguientes palabras:

ULLIBARRI DE CUARTANGO: l. del ayunt. de Cuartango, en la prov. de Alava (á Vitoria 4 leg.), part. jud. de Añana (3), c. g. de las Provincias Vascongadas, aud. terr. de Búrgos (22), dióc. de Calahorra (19). sit. al pie de una peña; clima frio, reinan los vientos N., E. y O., y se padecen constipados. Tiene 5 casas, igl. parr. (San Quirico y Sta. Julita) servida por un beneficiado, y para el surtido del pueblo una fuente de aguas comunes. El térm. confina N. Zuazo; E. la mencionada peña; S. Jocano, y O. Apricano. El terreno es de mediana calidad. El correo se recibe de Vitoria por los mismos interesados. prod.: trigo, cebada y avena; cria de ganado lanar; caza de zorros, liebres, perdices, codornices y tordas. pobl.: 4 vec., 27 alm. contr.: con su ayunt. (V.).
(Madoz, 1849, p. 213)

En 2022, tenía empadronados diez habitantes.

## Demografía
| Gráfica de evolución demográfica de Ullívarri Cuartango entre 2000 y 2017 |
|                                                                           |
| Población de derecho según los censos de población del INE.               |

## Patrimonio
Hay en el concejo una iglesia de San Quirico y Santa Julita.